# Narmin Khalafova
Narmin Khalafova est une joueuse d' échecs azerbaïdjanaise, et grand maître international (2017).

## Biographie
Narmin Khalafova est née à Bakou, le 12 janvier 1994.

## Carrière
En 2010, elle prend la première place du 5e Championnat d'Europe d'échecs scolaire qui s'est tenu à Thessalonique, en Grèce.
En 2013, elle remporte le championnat féminin de Bakou.